# Eddy Andersson
Gunnar Eddy Andersson, född 23 december 1913 i Låssa församling, Uppsala län, död 31 mars 1976 i Bromma, var en svensk brottare och skådespelare.

## Filmografi
- 1949 – Pappa Bom
- 1950 – Sånt händer inte här
- 1951 – Tull-Bom
- 1954 – Flottans glada gossar